# تشارلز مارتي
تشارلز مارتي (بالفرنسية: Charles Marty)‏ هو مبارز بالسيف فرنسي، (ولد في Firmi ‏ في فرنسا 1865 – 1925 م).

## وصلات خارجية
- تشارلز مارتي على موقع أوليمبيديا (الإنجليزية)